# کالالو
کالالو (انگلیسی: Callaloo) یک گیاه است که در تهیه غذاهای عامه پسند بسیاری از کشورهای کارائیب استفاده می‌شود در حالیکه در برخی از این کشورها، غذای خورشی با بهره بردن از این گیاه درست می‌گردد که از آن خورش هم به نام کالالو نام برده می‌شود. غذاهایی که در آن از این گیاه استفاده می‌گردد یا غذاهایی که با نام کالالو در بین کشورهای کارائیب درست می‌گردند، متنوع و گوناگون هستند. ریشه‌شناسی واژهٔ کالالو (callaloo) را می‌توان از منشأ پاتوای کارائیب در کنار تأثیر گذاری واژهٔ آفریقایی کالولو (kalúlu) دانست.